# Spaceman (The Killers)
Spaceman è un singolo dei The Killers, estratto dall'album Day & Age.
Il singolo, che ha in copertina il ritratto di Brandon Flowers dell'artista Paul Normansell, è stato pubblicato con tempistiche e modalità diverse nei diversi paesi del mondo, nella maggior parte dei quali è uscito solo in formato digitale. La versione italiana, acquistabile da iTunes, contiene sia Tidal Wave, sia la cover che la band ha fatto della canzone Four Winds dei Bright Eyes, dall'album Cassadaga.
La prima stesura della canzone prevedeva un'introduzione diversa più in stile elettronica, senza i cori iniziali e finali presenti nella versione attuale inclusa nel nuovo album. La nuova versione della canzone è stata eseguita per la prima volta il 4 ottobre 2008 al Saturday Night Live.
Si è classificato #17 nella classifica dei 100 singoli migliori del 2008 secondo Rolling Stone.

## Significato
Il brano narra la storia di un uomo rapito dagli alieni e sottoposto a test, una metafora sull'alienazione che stiamo vivendo in questi tempi, tema affrontato da Brandon Flowers anche in altre canzoni dell'album Day & Age, come Losing Touch e Human. È stata composta a Panama, durante il Sam's Town Tour del 2007, ed è stata eseguita per la prima volta live il 29 luglio 2008 durante il concerto all'Highline Ballroom di New York nel corso del warm-up tour estivo.

## Videoclip
Il video è stato girato il 7 gennaio 2009 al Boulder City Airport e diretto da Ray Tintori, regista di cortometraggi e videoclip.

## Tracce
CD
1. Spaceman (radio edit)
2. Spaceman (album version)

7"
1. Spaceman
2. Tidal Wave

## Posizioni in classifica
| Classifica (2008)       | Posizione |
| ----------------------- | --------- |
| UK                      | 57        |
| Irlanda                 | 33        |
| U.S. Billboard Hot 100  | 67        |
| U.S. Modern Rock Tracks | 12        |